# البيروم
قرية البيروم هي إحدى القرى التابعة لمركز فاقوس في محافظة الشرقية في جمهورية مصر العربية. ورد ذكر مقام السلطان حامد الكائن بالقرية في مسلسل سره الباتع الذي عرض سنة 2023. يوجد بالقرية مكتبة تحمل اسم الكتاب يوسف إدريس تتبع للهيئة العامة للقصور الثقافة.

## التاريخ
قرية البيروم من القرى القديمة، حيث وردت باسم «البيروم» في أعمال الشرقية ضمن قرى الروك الصلاحي التي أحصاها ابن مماتي في كتاب قوانين الدواوين، كما وردت في أعمال الشرقية ضمن قرى الروك الناصري التي أحصاها ابن الجيعان في كتاب «التحفة السنية بأسماء البلاد المصرية».

## السكان
بلغ إجمالي السكان في البيروم 15,527 نسمة، منهم 7999 رجل و7528 امرأة في تقدير 2018.
| السنة  | 1882 | 1897 | 1907 | 1927 | 1947 | 1996   | 2006   | 2018   |
| ------ | ---- | ---- | ---- | ---- | ---- | ------ | ------ | ------ |
| القرية | 1563 | 2776 | 2836 | 3154 | 4031 | 10,572 | 12,138 | 15,527 |

## الأعلام
- يوسف إدريس (1927 - 1991) كاتب وأديب ولد ودفن بالقرية.[13][2]